# Hereo de Corfú

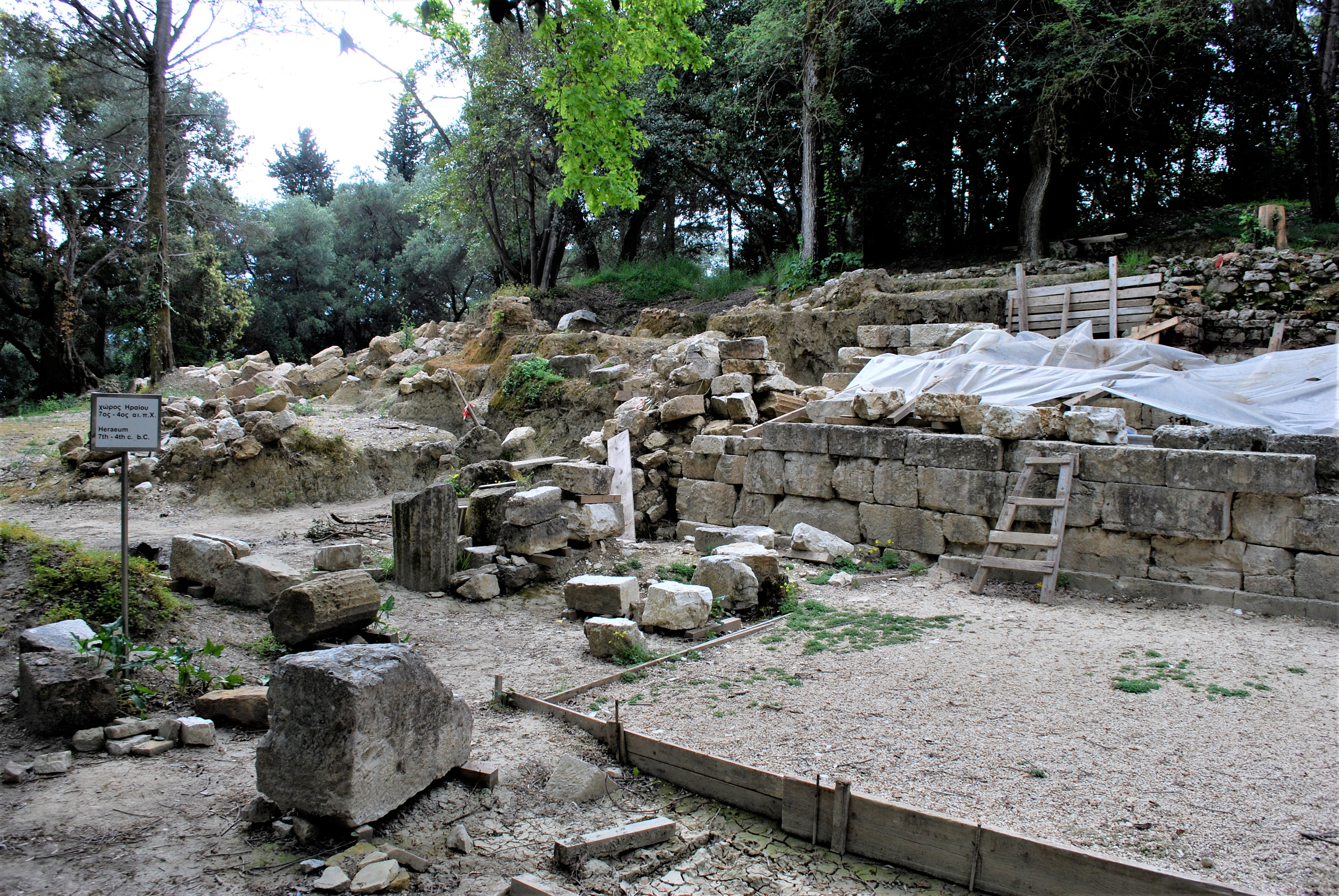
Ruinas del Hereon en Palaiópolis.

El Templo de Hera o Hereon es un templo arcaico de Corfú, Grecia, construido alrededor del año 610 a. C. en la antigua ciudad de Córcira , en lo que hoy se conoce como Palaiópolis, y se encuentra dentro del terreno de la finca de Mon Repos. El santuario de Hera en Mon Repos se considera un templo importante, y uno de los primeros ejemplos de la arquitectura griega arcaica.
Grandes figuras de terracota, como leones, gorgonas y doncellas de dédalas creadas y pintadas con vivos colores por artesanos inspirados en las tradiciones de los mitos de todo el Mediterráneo, decoraban el tejado del templo, convirtiéndolo en uno de los templos más intrincadamente adornados de la Grecia Arcaica y en el proyecto de construcción de tejados más ambicioso de su época. Construido en la cima de la colina de Analipsis, el santuario de Hera era muy visible para los barcos que se acercaban al muelle de la antigua ciudad de Córtcira.

## Ubicación
El templo de Hera está situado en los límites occidentales de Mon Repos, cerca del templo de Kardaki y al noroeste[3]. Está a unos 700 m al sureste del templo de Artemisa en Corfú. El templo de Hera fue construido en la cima de la colina de Analipsis y, debido a su prominente ubicación, era muy visible para los barcos que pasaban cerca del muelle de la antigua Córcira.

## Descubrimiento
Tras el descubrimiento de capiteles de columnas dóricas por parte de los trabajadores que abrían una carretera en la colina de Analipsi, el arqueólogo alemán Wilhelm Dörpfeld visitó la zona en 1914 y, durante un breve periodo, inició las excavaciones en nombre del Deutsches Archäologisches Institut. Mucho más tarde, los arqueólogos griegos Giorgos Dontas y Petros Kalligas, que trabajaban para el Servicio Arqueológico Griego, iniciaron amplias excavaciones en julio de 1962, que finalizaron en 1967. Los arqueólogos publicaron 7 informes con los resultados de sus descubrimientos.
Los arqueólogos griegos reabrieron las excavaciones de Dörpfeld y ampliaron las zonas circundantes. Determinaron que los restos del templo habían sido saqueados durante la época bizantina o veneciana y que no quedaban ruinas en la cima de la colina de Analipsis, donde se encontraba el templo. Además, la estratigrafía de la zona había quedado completamente alterada. Sin embargo, se encontraron restos de un muro perimétrico que rodeaba el períbolo del antiguo templo y que tenía una altura considerable en algunas zonas. Una carretera construida en época moderna destruyó los flancos occidental y meridional del templo. Al noroeste del templo, las excavaciones se vieron afectadas por un denso crecimiento vegetal.

## Evolución
Las excavaciones de los arqueólogos griegos se llevaron a cabo en la mayor parte de la zona del templo y los fragmentos arquitectónicos que descubrieron se conservan en el Museo Arqueológico de Corfú[4]. Las excavaciones encontraron pruebas de que a principios del siglo VII a. C. ya existía un santuario y que a finales de ese siglo se construyó una estructura mayor con estructuras auxiliares y un peribolos. Un gran incendio destruyó el templo en el siglo V a. C., pero el santuario fue reconstruido y ampliado y en el siglo IV a. C. se construyó un nuevo templo. El nuevo templo fue completamente destruido durante los periodos veneciano y bizantino debido al saqueo de sus piedras, que fueron retiradas para ser utilizadas como material de construcción.

## Arquitectura
El santuario de Hera en Mon Repos se considera un templo importante y uno de los primeros ejemplos de la arquitectura griega arcaica.
Grandes figuras de terracota, como leones, gorgoneiones y doncellas de dédalas, creadas y pintadas con vivos colores por artesanos inspirados en las tradiciones de los mitos de todo el Mediterráneo, decoraban el tejado del templo, convirtiéndolo en uno de los templos más intrincadamente adornados de la Grecia Arcaica y en el proyecto de construcción de tejados más ambicioso de su época. Los elementos de los leones eran tejas geisonas que sobresalían por encima de las paredes con surtidores de agua en la boca del león para drenar el agua del tejado.
El proyecto Digital Archaic Heraion at Mon Repos es un proyecto que ha emprendido la tarea de digitalizar los fragmentos arquitectónicos encontrados en el Hereo de Corfú con el objetivo de reconstruir en 3D el templo de Palaiópolis en el espacio virtual.

## Galería

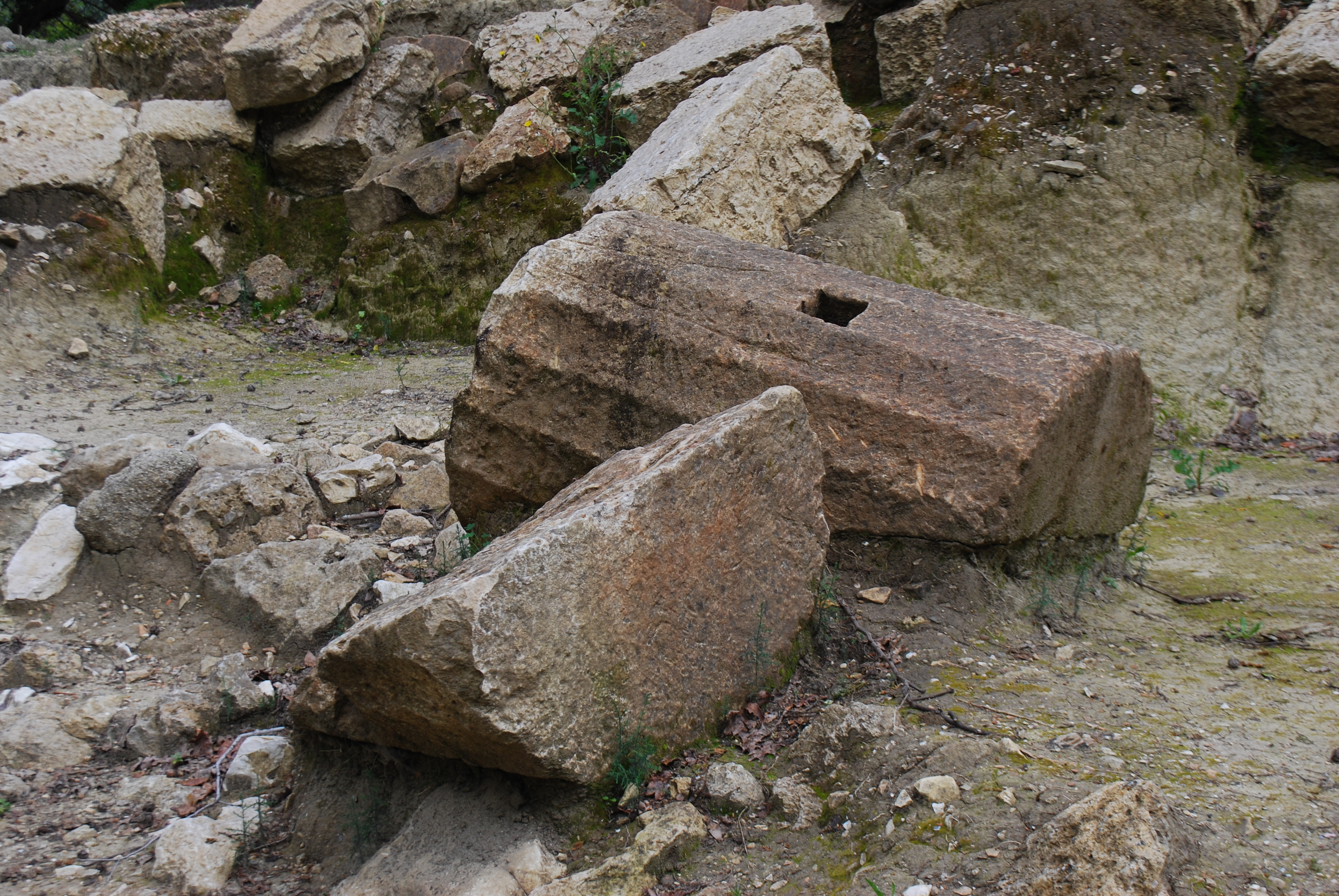
Fragmentos de columnas
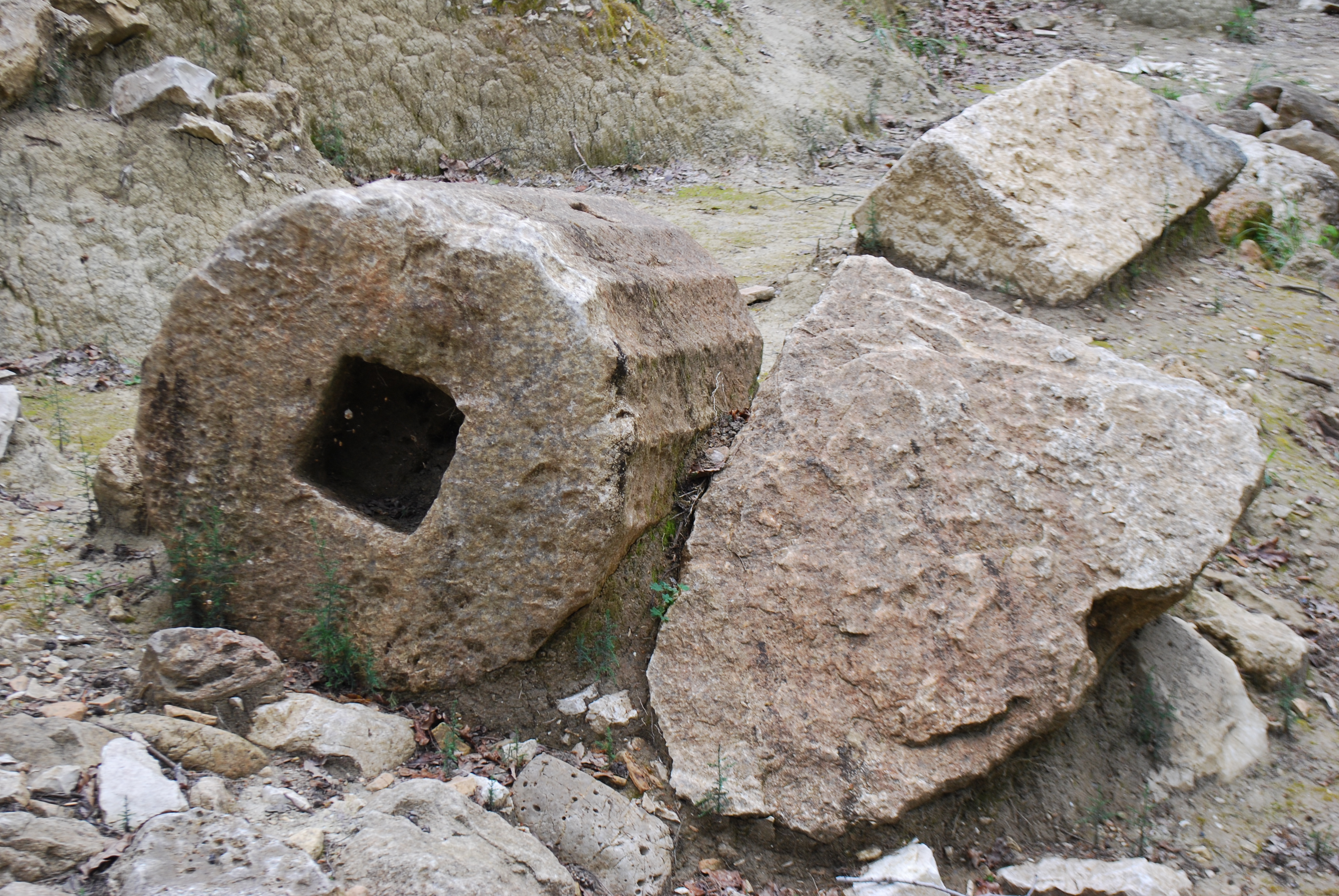
Fragmentos de columnas
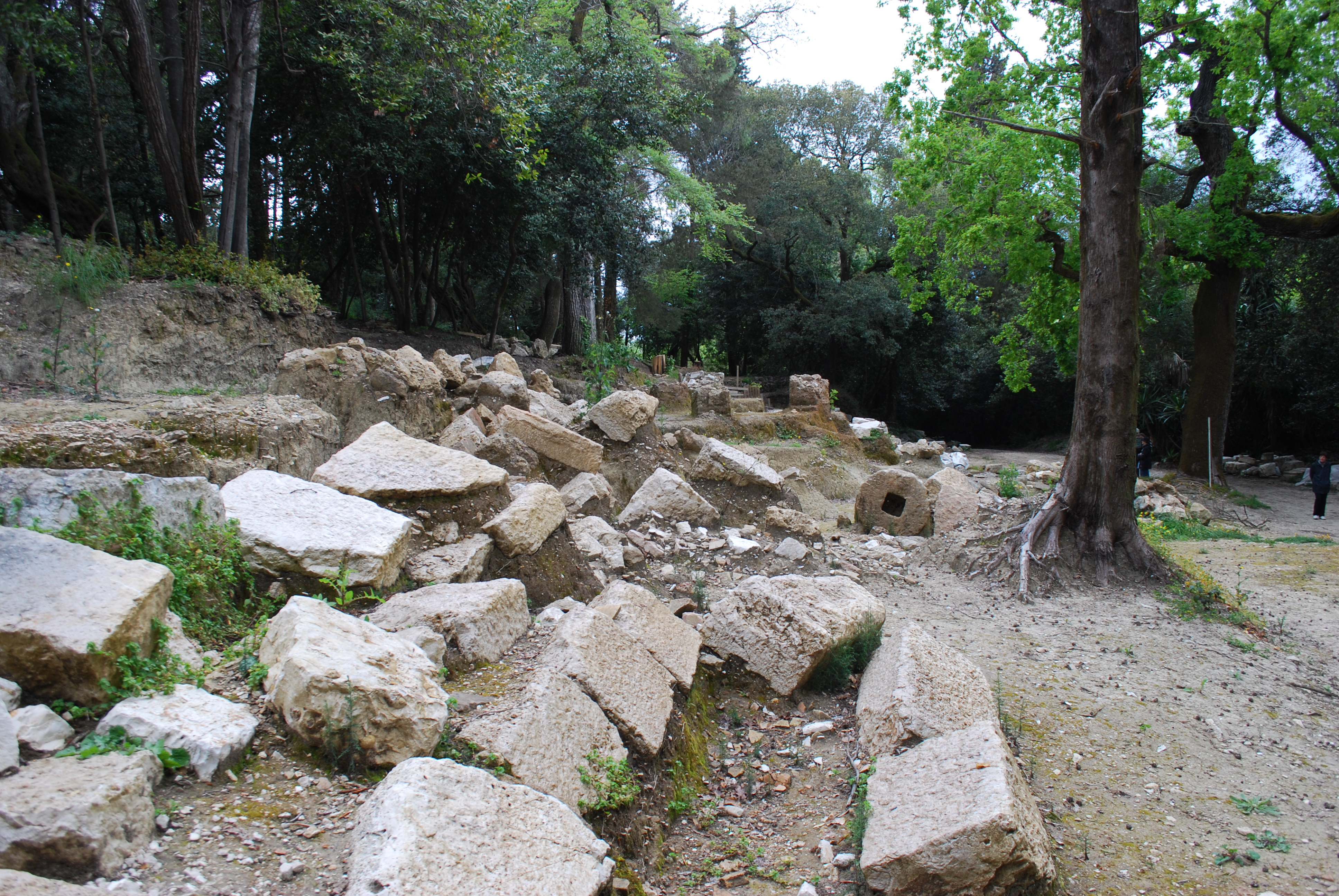
Ruinas del muro perimetral
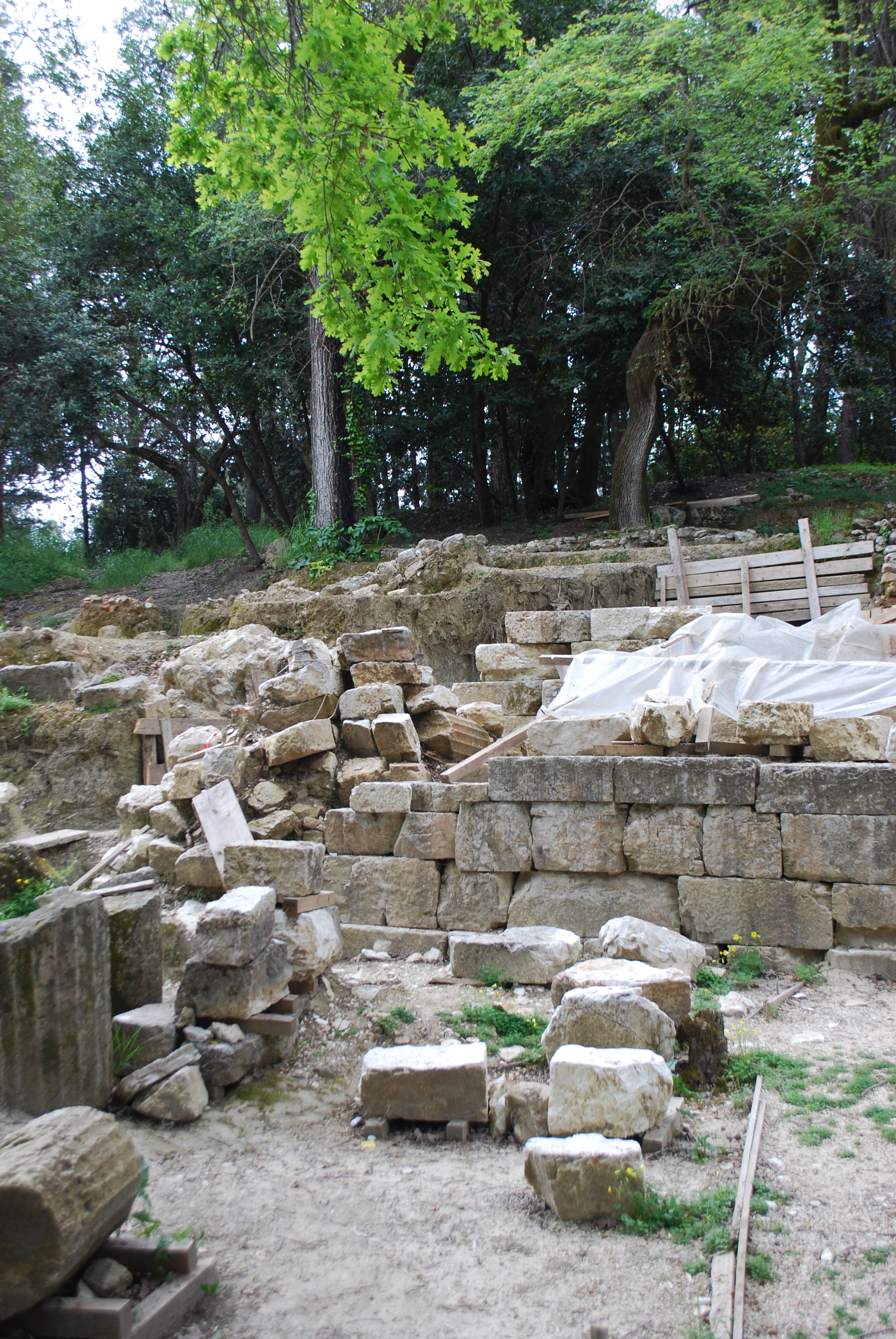
Ruinas del muro perimetral